# Srí Lanka az 1992. évi nyári olimpiai játékokon
Srí Lanka a spanyolországi Barcelonában megrendezett 1992. évi nyári olimpiai játékok egyik részt vevő nemzete volt. Az országot az olimpián 5 sportágban 11 sportoló képviselte, akik érmet nem szereztek.

## Atlétika
Férfi
| Versenyző             | Versenyszám | Előfutam | Előfutam | Előfutam | Negyeddöntő | Negyeddöntő | Negyeddöntő | Elődöntő | Elődöntő | Elődöntő | Döntő   | Döntő    |
| Versenyző             | Versenyszám | Idő      | Hely.    | Össz.    | Idő         | Hely.       | Össz.       | Idő      | Hely.    | Össz.    | Idő     | Helyezés |
| --------------------- | ----------- | -------- | -------- | -------- | ----------- | ----------- | ----------- | -------- | -------- | -------- | ------- | -------- |
| Sriyantha Dissanayake | 100 m       | 10,87    | 5.       | 53.*     | kiesett     | kiesett     | kiesett     | kiesett  | kiesett  | kiesett  | kiesett | kiesett  |
| Sriyantha Dissanayake | 200 m       | 21,61    | 7.       | 46.      | kiesett     | kiesett     | kiesett     | kiesett  | kiesett  | kiesett  | kiesett | kiesett  |
| Kuruppu Karunaratne   | Maraton     |          |          |          |             |             |             |          |          |          | 2:32:26 | 71.      |

Női
| Versenyző               | Versenyszám | Előfutam | Előfutam | Előfutam | Negyeddöntő | Negyeddöntő | Negyeddöntő | Elődöntő | Elődöntő | Elődöntő | Döntő   | Döntő    |
| Versenyző               | Versenyszám | Idő      | Hely.    | Össz.    | Idő         | Hely.       | Össz.       | Idő      | Hely.    | Össz.    | Idő     | Helyezés |
| ----------------------- | ----------- | -------- | -------- | -------- | ----------- | ----------- | ----------- | -------- | -------- | -------- | ------- | -------- |
| Damajanthi Dharsa       | 100 m       | 11,88    | 7.       | 38.      | kiesett     | kiesett     | kiesett     | kiesett  | kiesett  | kiesett  | kiesett | kiesett  |
| Damajanthi Dharsa       | 200 m       | 23,82    | 4.       | 27.      | 23,89       | 7.          | 29.         | kiesett  | kiesett  | kiesett  | kiesett | kiesett  |
| Jayamini Illeperuma     | 400 m       | 54,14    | 4.       | 29.      | 53,55       | 7.          | 25.         | kiesett  | kiesett  | kiesett  | kiesett | kiesett  |
| Sriyani Dhammika Manike | 800 m       | 2:03,85  | 6.       | 28.      |             |             |             | kiesett  | kiesett  | kiesett  | kiesett | kiesett  |
| Sriyani Dhammika Manike | 1500 m      | 4:26,22  | 8.       | 32.      |             |             |             | kiesett  | kiesett  | kiesett  | kiesett | kiesett  |
| Sriyani Kulawansa       | 100 m gát   | 13,55    | 6.       | 28.      | kiesett     | kiesett     | kiesett     | kiesett  | kiesett  | kiesett  | kiesett | kiesett  |

| Versenyző           | Versenyszám   | Selejtező | Selejtező | Döntő    | Döntő    |
| Versenyző           | Versenyszám   | Eredmény  | Helyezés  | Eredmény | Helyezés |
| ------------------- | ------------- | --------- | --------- | -------- | -------- |
| Vijitha Amerasekera | Gerelyhajítás | 48,00 m   | 24.       | kiesett  | kiesett  |

* - egy másik versenyzővel azonos időt ért el

## Sportlövészet
Női
| Versenyző            | Versenyszám | Selejtező | Selejtező | Döntő   | Döntő    |
| Versenyző            | Versenyszám | Pont      | Helyezés  | Pont    | Helyezés |
| -------------------- | ----------- | --------- | --------- | ------- | -------- |
| Puspamali Rámánajake | Légpuska    | 382       | 37.*      | kiesett | kiesett  |

* - egy másik versenyzővel azonos eredményt ért el

## Súlyemelés
| Versenyző                  | Versenyszám | Szakítás | Szakítás | Lökés    | Lökés    | Összesen | Helyezés |
| Versenyző                  | Versenyszám | Eredmény | Helyezés | Eredmény | Helyezés | Összesen | Helyezés |
| -------------------------- | ----------- | -------- | -------- | -------- | -------- | -------- | -------- |
| Ansela Marlen Wijewickrema | 52 kg       | 95,0     | 15.      | 117,5    | 12.      | 212,5    | 12.      |

## Tollaslabda
| Versenyző         | Versenyszám | Selejtező                        | 32-es főtábla     | Nyolcaddöntő      | Negyeddöntő       | Elődöntő          | Döntő             | Helyezés |
| Versenyző         | Versenyszám | Ellenfél Eredmény                | Ellenfél Eredmény | Ellenfél Eredmény | Ellenfél Eredmény | Ellenfél Eredmény | Ellenfél Eredmény | Helyezés |
| ----------------- | ----------- | -------------------------------- | ----------------- | ----------------- | ----------------- | ----------------- | ----------------- | -------- |
| Niroshan Wijekoon | Férfi egyes | Hannes Fuchs (AUT) · 9-15, 11-15 | kiesett           | kiesett           | kiesett           | kiesett           | kiesett           | 33.      |

## Úszás
Férfi
| Versenyző      | Versenyszám    | Előfutam | Előfutam | Előfutam | Döntő   | Döntő   | Döntő   | Helyezés |
| Versenyző      | Versenyszám    | Idő      | Hely.    | Össz.    | Típus   | Idő     | Hely.   | Helyezés |
| -------------- | -------------- | -------- | -------- | -------- | ------- | ------- | ------- | -------- |
| Julian Bolling | 200 m gyors    | 2:02,01  | 4.       | 49.      | kiesett | kiesett | kiesett | kiesett  |
| Julian Bolling | 100 m pillangó | 1:01,63  | 5.       | 65.      | kiesett | kiesett | kiesett | kiesett  |
| Julian Bolling | 200 m pillangó | 2:17,47  | 5.       | 44.      | kiesett | kiesett | kiesett | kiesett  |